# Altun Ha
Altun Ha – stanowisko archeologiczne kultury Majów położone w północno-wschodnim Belize, ok. 50 km od Belize City i ok. 10 km na zachód od brzegu Morza Karaibskiego.  W czasach prekolumbijskich było zamożnym ośrodkiem ceremonialnym, który składał się z dwóch centralnych placów otoczonych wysokimi świątyniami. Choć nie odnaleziono tam żadnych steli, odkrycia w grobowcach wskazują, że rządząca elita miała dostęp do znacznych ilości dóbr, takich jak jadeit i obsydian, sprowadzanych z terenów obecnej Gwatemali.
Stanowisko pozostawało praktycznie nieznane do początku lat 60. XX wieku, kiedy to dyrektor Royal Ontario Museum, W.R. Bullard, prowadzący wówczas wykopaliska w Baking Pot i San Estevan, przybył do Altun Ha w celu oględzin. W tamtym czasie nosiło ono jeszcze nazwę Rockstone Pond, jednak nie zwróciło większej uwagi badaczy. Dopiero w 1963 roku, kiedy to okoliczni mieszkańcy wykopali duży, misternie zdobiony jadeitowy wisiorek, stanowiskiem zainteresowali się archeolodzy. Rok później zespół badaczy pod kierownictwem dr Davida Pendergasta rozpoczął intensywne prace wykopaliskowe i rekonstrukcyjne, które trwały do 1970 roku. Jednym z bardziej spektakularnych znalezisk zespołu było odkrycie maski boga słońca Kinich Ahau, wykonanej z największego kawałka jadeitu, jaki dotychczas odkryto na terenach Majów. Maska uznawana jest za jeden ze skarbów narodowych Belize. Ponadto w jednej ze świątyń natrafiono na artefakty pochodzące z miasta Teotihuacán.

## Historia
Badania archeologiczne wykazały, że już około 200 roku p.n.e. istniała dość rozległa osada, a pierwsze stałe budynki wzniesiono w I wieku p.n.e. Nie znajdowały się jednak w obecnej centralnej części kompleksu, lecz ulokowane były na południu i wschodzie. Pierwsza ważna budowla powstała ok. 100 roku naszej ery i pełniła rolę świątyni (tzw. Struktura F-8). Około 300 roku n.e. rozpoczęły się prace w centralnej części. Większość konstrukcji pochodzi z III-X wieku n.e., kiedy to miasto liczyło w przybliżeniu 10 tysięcy mieszkańców. Około 900 roku groby rządzącej elity zostały zbezczeszczone, co wskazuje na prawdopodobny bunt. Chociaż Altun Ha po tych wydarzeniach nadal było zamieszkałe, to nowe budynki przestały być wznoszone. Niedługo potem ośrodek został opuszczony i na nowo zasiedlony w XIII i XIV wieku, ale przybrał formę małej wioski rolniczej.